# 衍庆寺 (乌拉特前旗)
衍庆寺，俗称“公爷庙”或“公庙”，位于内蒙古自治区巴彦淖尔市乌拉特前旗白彦花镇呼和布拉格嘎查，是一座藏传佛教格鲁派寺院。

## 简介

### 创建
衍庆寺位于乌拉山脚下，邻近公庙子机场。该寺是原乌兰察布盟乌拉特西公旗（今巴彦淖尔市乌拉特前旗）扎萨克镇国公的私家庙宇，故俗称“公爷庙”或“公庙”。
西公旗第十四任王爷嘎拉僧旺庆道尔吉（1800年－1854年）首次撰写了系统完整的公庙史。根据其记载，清朝康熙十五年（1676年），乌拉特西公旗第五任扎萨克镇国公诺们在其属地海日图（又名庄稼营子）兴建了小型佛教庙宇（即海日图召），并且自呼和浩特小召请来第一世内齐陀音呼图克图（1557年－1653年）的三十位弟子中居首的高僧迪努瓦（号称“梅日更禅师”）主持该庙。海日图召是乌拉特部第一座寺庙。自此，藏传佛教格鲁派在乌拉特草原获得传播。因为海日图召的主持是梅日更禅师，故该庙俗称“梅日更禅师庙”、“梅日更葛根庙”等等，后来简称“梅日更召”。

### 迁址
随着格鲁派在蒙古兴起，清朝命令蒙古地区三个儿子中的两个儿子必须出家当喇嘛，喇嘛迅速增加，原有的梅力更召已显狭小。为此，乌拉特西公旗第七任扎萨克镇国公达尔玛什哩于康熙四十一年（1702年）与该旗的富人满哈等人集资，在今梅力更沟（今属包头市）南口新建一座较大的寺庙，并且在康熙四十四年（1705年）举行开光。同时，将二世梅日更禅师活佛丹津嘉措自海日图召请至新庙主持。自此，海日图召变为西公旗扎萨克的私家庙宇，而新建的庙则成为西公旗旗庙——梅日更召。后来，人们把海日图召称为“公庙”或“公爷庙”等等，有时也称“西庙”。
乾隆五十年（1785年）夏秋之际，黄河向北改道。原在黄河北岸的公庙变成位于黄河主河道南岸。乌拉特部1648年奉清朝之命迁至今乌拉特草原后，与其以南的鄂尔多斯部杭锦旗和达拉特旗以黄河主河道为界。此时因黄河主河道北移，原属乌拉特三旗的部分土地随之改归鄂尔多斯部杭锦旗和达拉特旗。1789年，乌拉特西公旗扎萨克乃将公庙迁至黄河北岸的巴音土忽木（今乌拉特前旗公庙乡大树营子）重建。这是第一次迁址。
乾隆五十六年（1791年），清朝皇帝赐名公庙为“衍庆寺”，并赐用蒙古文、满文、藏文、汉文四种文字书写的寺名匾额。同时，清政府还为公庙的大喇嘛及其下40位僧人授予证书。
道光二十四年（1844年），公庙为避开大路，迁至巴音楚吐忽郎（今公庙子火车站正北约三公里处，公庙部队九曲东，牟纳山脚下）。选址时，有位喇嘛来到此地，见一条蟒蛇口含青蛙，认定此地是风水宝地。这是第二次迁址。但是，公庙迁至此地后，一直不振，疾病不断。光绪元年（1875年），瘟疫再起，许多僧人病逝。由此，此地被视为不祥，故1885年公庙又迁回故地巴音土忽木。这是第三次迁址。
19世纪末至20世纪初，由于政治动荡，盗贼兵匪四起，公庙喇嘛经常遭偷窃乃至受侮辱。同时，走西口的汉人大批涌入河套地区，通过各种手段占据乃至抢占乌拉特西公旗许多土地，开垦种地。公庙的财产、土地、牲畜大量被抢，喇嘛及百姓遭杀戮。1920年代初，公庙迁至呼和宝力格山沟。 1924年至1928年，基本工程竣工，并举行开光仪式。这是第四次迁址。

### 神位传说
该寺的神殿里原来一直供奉着“宗科瓦”、“玛哈噶拉”等多种神位。据说，西公旗协理敖恒之子名叫“陶德格日勒”，其叔父1925年走了三年孟和召（拉萨）。在拉萨期间，其叔父专门请了一尊小圆形状镶着玛哈噶拉神像的神牌（黑脸神像绕着许多蛇状）。回来时，恰逢公庙建起热僧都更（守门神殿），玛哈噶拉泥佛尊已经从脚部塑至胸口，陶德格日勒的叔叔便将自己从拉萨请来的神牌放入三角形石质镐（外面镀金的盒子）镶进塑像中。西藏的活佛称此神牌为“加拉萨热艾纲布”（是玛哈噶拉神位的一种）。
1934年，九世班禅来到乌拉特地区参访佛寺，第一站来到白彦花小庙子住了一晚，次日启程向西赴公庙。西公旗全体王公、喇嘛到呼和宝力格沟迎接。九世班禅来到达巴牟纳，与他们会面。随后，九世班禅乘汽车准备赴公庙，但汽车无法发动。九世班禅乃从车上下来，笑着向前走了几步，好像与人攀谈。在场人士很惊讶。九世班禅转身对公庙活佛说：“你们庙里供奉着钢布神位，赶紧去上香点佛灯，我刚与他接见了，这位神就是你们的牟纳山山神啊。”喇嘛们迅速赶回公庙的庙殿，上香并点燃佛灯、念经。九世班禅的汽车随之发动起来，不久便开到公庙神殿。到了公庙前，喇嘛专为九世班禅铺好新毛毡子，但九世班禅未下榻毡子，而是直接赴热僧都更神殿，在加拉萨热艾纲布神位前供奉三百两白银，上香后走出。当天是阴历七月十七日，九世班禅为加拉萨热艾纲布神位开光，并定为今后祭奉之日。自此，每年阴历七月十七日，公庙都要举行大型祭奉玛哈噶拉活动。
1933年，公庙拉西嘉措活佛神医（达楞太的大叔）接任玛哈噶拉神位的尼日瓦（专门伺奉玛哈噶拉神位的活佛，其他人不可以动）。他担任了17年的尼日瓦，1950年离开寺庙参加工作。
文化大革命爆发后，1966年9月5日，该寺被红卫兵破坏，所有泥佛像均被推倒，经书被焚毁，财产被没收。红卫兵走后，公庙塘沽德喇嘛罗布桑嘉措，悄悄将加拉萨热艾纲布泥尊中的三角形石质镐（外镀金的盒子）取出，秘密保存。1967年，公庙子机场部队进驻该庙，喇嘛们被逐出，塘沽德喇嘛罗布桑嘉措没有去处，公庙拉西嘉措活佛神医便将其带到位于公庙太英格嘎查的自己弟弟巴特尔家住下。1971年，巴特尔在旧址翻建新房，并在自己家的西南拐角为塘沽德喇嘛也建了一座石头墙小房。小房建成后，房间后墙中央出现一小四方洞。塘沽德喇嘛便征得巴特尔同意，将加拉萨热艾纲布神位牌放在这墙洞内祭奉。巴特尔在洞口安了一块玻璃，与外墙打平，以掩护该神位牌，因为文化大革命时不准百姓家中供神。1972年，塘沽德喇嘛病逝，这间小房子改作伙房。
1976年，热希扎木苏活佛患食道癌，弟弟巴特尔将哥哥从乌拉特前旗接回家，以便照顾。巴特尔从先锋请回一位神官，为哥哥做法治病。神官说：“你们的神位在又小又黑的房里，出汗的不得了，赶紧拿出来吧。”巴特尔家便商量将神位取出。此时，热希扎木苏活佛的一批经书也自其原住处搬来。巴特尔将神位与经书放入一个山洞中，堵好洞口。热希扎木苏活佛圆寂前，曾向伊克昭盟的希拉召图骇喇嘛说：“待我圆寂之后，请你务必来为我念三天的经书。”图骇喇嘛说：“我没有经书，怎么办？”热希扎木苏活佛说：“你来了，我的侄儿会给你藏文经书的，那是已过世的塘沽德喇嘛的遗物。”（因伊克昭盟的寺庙传习藏文经书，不会念蒙古文经书。）
热希扎木苏活佛圆寂后，图骇喇嘛来念经，将山洞内的蒙古文经书及神位取出带回巴特尔家，连念三天经后，活佛安葬。后事办妥后，达楞太的二叔希拉（梅日更召喇嘛）说：“我以喇嘛的身份带走这些经书和神位。”不久，希拉将其转送伊克昭盟希拉召的图骇喇嘛。
1986年，达楞太自沙德盖卫生院调往白彦花镇卫生院。同年春节，其家绵羊死亡很多，其母居住的太英格家内外总有蛇出没。一天，一位乌拉山的面相先生到白彦花镇，结识了达楞太。面相先生说：“你家的神位很厉害，在西南方向别处供奉，早已想回来了，所以给你们发信号，你们还蒙在鼓里，赶紧去请回来吧！”达楞太方才得知自家供奉的神位在伊克昭盟希拉召。经打听，图骇喇嘛已圆寂，圆寂前将神位转交希拉召西喇嘛活佛。
1986年9月，达楞太骑摩托车来到希拉召，携媳妇的姑父（当地牧民）见西喇嘛活佛。西喇嘛说：“图骇喇嘛去世前，特别交待过，这位神像是黄河北一户人家的神位，一定要保管好，所以我一直戴在脖子上，生怕丢了，既然，主人来请来了，我就物归原主吧。”随即自脖子上取下交给达楞太，达楞太戴着神像返家，将神像安放在书柜中，农历初一、十五点燃佛灯供奉。自此，老家周围再未有蛇出现，羊群也无损失。
后来，神像被达楞太的二叔拿到梅日更召供奉，此后一直供至1991年二叔去世。随后，生在查干布拉格嘎查的嘎拉生敖其尔（别名也叫“达楞太”）称自己原是公庙徒弟，自愿在梅日更召替达楞太供奉神位。过了四、五年，这位老喇嘛也圆寂。达楞太认为应和梅日更召管家喇嘛（蒙古语称“朝日吉”）孟和巴图商量，将神位安放在梅日更召。但一些老喇嘛商议后称：“这位加拉萨热艾纲布神位是公庙的座神，不可以在梅日更召安座，暂时的寄供是可以的。”达楞太乃托人请教了乌兰葛根。乌兰葛根说，可请回家中供奉，但须一个月点四次佛灯。1992年，达楞太在梅日更召阴历七月十七日供奉完后，将加拉萨热艾纲布神位请回家。自此，每年祭奉之日，达楞太都会背着神像来到梅日更召，祭奉后再背回家。
从2007年开始，达楞太继承祖业，为恢复重建公庙而努力。2008年，内蒙古自治区民族宗教局批准恢复修建该寺。到2010年，初步建有大殿一座，占地面积116平方米；禅房占地面积100平方米，有喇嘛居住。按照恢复原貌的原则，该寺计划修建正殿、副殿、禅房、客房。
到2010年，公庙仅建起三座房屋，中间是神殿堂，加拉萨热艾纲布神位用布唐卡代替供奉，真正的神像尚未安放。公庙已举办过两次供奉仪式。2010年阴历七月十七日，公庙举行盛大的供奉仪式，上香民众达千人。达楞太希望最终将加拉萨热艾纲布神位连同三角形石质镐（外镀金的盒子）镶进泥塑像中，但因资金不足，实现尚需时日。
据传说，很久以前，乌拉山的山洪不断爆发，一次爆发山洪，洪水在即将冲至该寺时，突有大块石头似从天而降，堵塞了洪水的去路，迫使洪水绕道，从而保全了该寺。大石头堵塞形成了如今的滴水洞，洞内四季常春，绿水常流。该寺附近有瀑布、汉代车路遗址等景点。

## 延伸阅读
- 达楞太讲述，陶格斯撰写，聚喜寺“金刚神”传奇，苏日娜的博客，2011-06-02